# Yağcıdere, Koçarlı
Yağcıdere là một xã thuộc huyện Koçarlı, tỉnh Aydın, Thổ Nhĩ Kỳ. Dân số thời điểm năm 2010 là 189 người.